# 阳春乡
阳春乡，是中华人民共和国黑龙江省齐齐哈尔市依安县下辖的一个乡镇级行政单位。

## 行政区划
阳春乡下辖以下地区：
长安村、精进村、东风村、民力村、龙泉村、福德村、和乐村、德宝村、诚顺村和祥顺村。